# 黎明之前 (电视剧)
《黎明之前》，是中国大陆于2009年拍摄的电视剧，2010年7月22日湖北综合频道首播，10月11日在北京卫视、东方卫视、云南卫视、重庆卫视播出。片长30集。以第二次国共内战时期的上海为背景，讲述国共两党特工的斗争。有报道认为它是美剧在中国本土化的样本。这部戏也被认为是一部“男人戏”。标注为主演的女一号海清，在30集的篇幅中只有二十几段戏份，彻底的“打了回酱油”。

## 剧情
故事从1948年9月16日凌晨展开。
国防部军事情报局第八分局抓获中共江苏省委联络员秦佑天。局长谭忠恕准备审询秦佑天时，发现口供被自己的机要秘书钱宇烧毁，同时秦佑天被杀。由此牵出一个在第八局潜伏多年的中共卧底031，以及谭忠恕的老对手——中共地下组织“水手”。

## 制作人员
- 导演：刘江，《黎明之前》是刘江执导的第8个作品。
- 编剧：黄珂
- 制片人：罗立平

有报道称《黎明之前》改编自麦家的小说，作家麦家表示“我还第一次听到《黎明之前》是根据我的小说改编的。”，同时在其博客中作出澄清。（刘江执导的下一部电视剧《风语》，其编剧是麦家。）

## 演员阵容
| 演員   | 角色             | 简介 | 備註     |
| ------ | ---------------- | --- | -------- |
| 吴秀波 | 刘新杰           | 第八分局总务处长，中共党员，代号031，在中共高级特工系列里排名31位，潜伏多年 |          |
| 林永健 | 谭忠恕           | 第八分局长，与刘新杰一起成长、参军，生死兄弟 |          |
| 陆剑民 | 段海平           | 水手组织领袖，代号水手，公开身份圣公会学校校长 |          |
| 海 清  | 顾晔佳           | 水手组织成员，冒名顾晔佳，真名不详，公开身份圣公会学校教师。受段海平指派，与刘新杰恋爱。段海平与刘新杰接头后，仍未告之顾晔佳刘新杰真实身份。后知刘新杰身份，为掩护刘新杰中弹身亡 |          |
| 田小洁 | 李伯涵           | 第八分局行动处长，“木马”计划的执行者，亦是一名瘾君子 |          |
| 张晞临 | 齐佩林           | 第八分局情报处长，绰号齐帅 |          |
| 任正彬 | 孙大浦           | 第八分局电讯处长，谭忠恕的死忠 |          |
| 王 彤  | 陆怡君（谭太太） | 谭忠恕的妻子，其子为顾晔佳的学生，介绍刘新杰和顾晔佳认识。 | 友情出演 |
| 石兆琪 | 沈明铮           | 原第八局电讯处长，中共特工，代号029，为一部密码自我牺牲，同时将刘新杰引入第八分局                                                                                                | 友情出演 |
| 程相银 | 边日南           | 水手组织成员，水手的军师，真名全雄哲。被第八局抓获后，为避免水手暴露，自我牺牲。                                                                                                 |          |
| 杜 军  | 周汉亭           | 水手组织成员，后成为新任军师，码头枪战中身亡 |          |
| 吴晓东 | 马蔚然           | 第八局医务处处长，女儿是共产党员 |          |
| 刚 毅  | 丁峻峰（丁三）   | 行动处成员 |          |
| 周 骏  | 阿九（何智超）   | 刘新杰弟弟，刘新杰启用后，协助其工作，最终自我牺牲 |          |
| 王文娜 | 宋敏仪           | 阿九的妻子，刘新杰的报务员，怀着阿九的遗腹子到达解放区 |          |
| 王博谷 | 何秀凝/林妍      | 被谭忠恕控制，打入水手组织 |          |
| 梁镜珂 | 段太太（亚琪）   | 段海平妻子，码头枪战中中弹，与阿九同时牺牲 |          |
| 赵铁钢 | 李德元           | 齐佩林部下，打入中共内部 |          |
| 曾肖龙 | 毕玉海           | 水手组织成员 |          |
| 刘 竹  | 董乾坤（杨耀庭） | 水手组织成员，杨耀庭为其真名，被捕后被查出真实身份，在母亲儿子受到生命威胁的情况下背叛组织                                                                                       |          |
| 陈 奇  | 谭忠恕母         | 刘新杰的义母 |          |
| 李亚天 | 钱 宇            | 第八分局机要秘书，被刘新杰发展为地下党员，为掩护刘新杰，用氰化钾胶囊自尽 |          |
| 吕佳容 | 卫克利           | 第八分局档案室主任 |          |
| 李立宏 | 旁 白            | |          |

## 奬項
- 2010国剧盛典 2010年度十佳电视剧第4名
- 第17届上海电视节白玉兰奖最佳编剧奖（提名）
- 第17届白玉兰奖最佳导演奖(提名)
- 第17届白玉兰奖观众网络投票最佳导演奖获奖
- 第26届金鹰奖最佳男演员获奖（吴秀波）

## 外部連結
- 新浪网专题（页面存档备份，存于）